# أوغي هوفمان
أوغي هوفمان (بالإنجليزية: Augie Hoffmann)‏ هو لاعب كرة قدم أمريكية أمريكي، ولد في 23 فبراير 1981 في بارك ريدج في الولايات المتحدة.